# Shirogumi
Shirogumi Co., Ltd. (しろぐみ、英?) es un estudio de animación japonés  fundada en 1974 por Tatsuo Shimamura. Su negocio principal es la planificación y producción de películas de animación y acción en vivo y la producción de efectos visuales. Es miembro pleno de The Association of Japanese Animations.

## Historia
En 1973, se estableció la Oficina de Planificación Shimamura en Minato, Tokio. El 28 de agosto de 1974, la oficina de planificación de Shimamura fue desarrollada en un gran avance y se estableció Shirogumi.
Dispone de una amplia gama de tecnologías que van desde el VFX hasta la producción en miniatura, como los gráficos por ordenador. Ha producido películas como "Juvenile" (2000) y "Returner" (2002). Además, desde el año 2000, se ha dedicado no sólo a la producción de efectos especiales en las películas de imagen real, sino también a la subcontratación de anime como "Moyashimon". 
Cada representación en video con el fin de responder, de Tokio, Minato-ku Aoyama's de la sede, y chofu en chofu Estudio en Tokio, múltiples estudios tener.Desarrollo de los recursos humanos de atención, con sede en Tokio humanos de la Academia y de la Alianza en 2004 Takadanobaba en el"equipo blanco humano Studio"de apertura.
El personal perteneciente al grupo Shimamura incluye al director de cine Takashi Yamazaki, Aki Iwamoto, Ryuichi Yagi, Noriko Shibuya, entre otros .

## Filmografía

### Anime
- 2008 : Antique Bakery (TV)
- 2010 : Moyashimon (TV)
- 2011 : Friends: Mononoke Shima no Naki (Película)
- 2012 : Moyashimon Returns (TV)
- 2012 : Shiranpuri (Película)
- 2013 : Yūto-kun ga Iku (TV)
- 2014 : Yūto-kun ga Iku (Película)
- 2014 : Stand by Me Doraemon (Película)
- 2015 : Etotama (TV)
- 2015 : Gamba: Gamba to Nakama-tachi (Película)
- 2016 : Nyanbo! (TV)[2]
- 2017 : Urahara (TV)
- 2019 : Revisions (ONA)
- 2020 : Stand By Me Doraemon 2 (Película)
- 2021 : Night Head 2041 (TV)
- 2023 : The Idolmaster Million Live! (TV)

### Gráficos
- 2007 : Piano Forest (Película)
- 2011 : Five Numbers! (OAV)
- 2011 : Pretty Rhythm Aurora Dream (TV)
- 2015 : Mobile Suit Gundam: The Origin (OAV)
- 2014 : Kiseijū[3]

### Otros
- 2008 : Tales of Hearts CG Movie Edition : animation 3D
- 2010 : Space Battleship (film en prise de vues réelles) : Efectos especiales
- 2011 : Tiger & Bunny (TV) : graphisme 3D
- 2013 : Sanjōgattai Transformers Go! (OAV) : animation 3D